# 杭州联合银行
杭州联合农村商业银行股份有限公司，简称杭州联合银行，由杭州联合农村合作银行改制而来，注册资本13.12亿元，成立于2011年1月5日，2011年3月12日正式挂牌开业，总行设在杭州。

## 简介
杭州联合银行是一家服务于“三农”、社区、中小企业和地方经济的股份制金融机构，以支持“三农”和地方经济发展为己任。截至2016年末，资产总额达1443.87亿元，存款余额1077.68亿元，贷款余额757.25亿元。在《银行家》公布的2009、2010年度全国农村合作银行综合竞争力排名中，该行连续两年位列第一位。
联合银行的营业网点主要分布在杭州市各地。2010年1月，杭州联合银行的首家异地支行——海宁支行正式开业，之后又相继成立了安吉支行、萧山支行。2011年12月，杭州联合银行新疆阿克苏分行开业，迈出了跨省经营的第一步。